# Prospettive nel mondo
Prospettive nel mondo: mensile di attualità culturali è stata una rivista italiana di politica, cultura, economia, fondata da Gian Paolo Cresci e Augusto Del Noce e pubblicata a Roma con periodicità mensile a partire dal 1976. Diretta da Gian Paolo Cresci, in seguito direttore del quotidiano romano Il Tempo, ha cessato le pubblicazioni nel 1991. Nel comitato di direzione vi erano Leone Piccioni e Fausto Gianfranceschi.

## Storia
La rivista, che in origine era stampata dalla casa editrice Le Monnier di Firenze e in seguito da Europa informazioni prima e poi da Prospettive nel mondo e da G. Miani, è stata caratterizzato da un indirizzo politico-culturale antimarxista e di ispirazione cattolica e liberal-democratica.
I collaboratori che si affiancarono a Cresci e Del Noce furono noti studiosi e giornalisti di area moderata e conservatrice come Rosario Assunto, Carlo Bo, Franco Cardini, Alfredo Cattabiani, Pietro Cimatti, Italo De Feo, Francesco Mercadante, Enrico Nistri, Sergio Quinzio, Claudio Quarantotto (vicedirettore), Giuseppe Sermonti e molti altri.
Dal 1981 al 1984 la rivista è uscita in edicola accompagnata dal supplemento bibliografico «Prospettive libri».